# 安佐北警察署
安佐北警察署（あさきたけいさつしょ）は、広島県警察が管轄する警察署の一つである。旧称は可部警察署。
可部交番がある場所は、かつて安佐北警察署の前身の可部警察署があったところで、可部交番は少しながら当時の面影を残している。

## 所在地
- 広島県広島市安佐北区可部四丁目14番13号

## 管轄区域
- 広島県広島市安佐北区

## 沿革
- 1874年5月 第七大区羅卒可部出張所として設置される。
- 1875年10月 第七大区可部屯所に改称。
- 1876年4月 第二区吉田警察出張所に統合。
- 1877年2月 可部警察署として再設置される。
- 1878年5月 広島警察署可部分署に降格。
- 1886年11月 可部警察署に昇格。
- 1943年4月 祇園警察署を可部警察署に統合。
- 1948年1月 安佐地区警察署を分離し、可部町警察署に改称。
- 1954年7月 可部警察署に改称。
- 1956年10月 八重警察署を可部警察署に統合。
- 1981年4月 広島北警察署の設置に伴い、広島市安佐南区を広島北警察署（現：安佐南警察署）へ移管。吉田警察署（現：安芸高田警察署）から安佐北区（白木地区）を移管。
- 2005年2月1日 芸北町・大朝町・千代田町・豊平町が新設合併して北広島町となったため、北広島町のうち旧芸北町以外の区域を加計警察署（現：山県警察署）へ移管（旧芸北町は従来から加計警察署の管轄区域）。
- 2007年4月1日 安佐北警察署に改称。

## 交番
（）の中は所在地。
- 可部交番（広島市安佐北区可部二丁目）
  - 広島市安佐北区のうち可部一丁目～九丁目、可部町上原、可部町中島、可部東一丁目～六丁目、可部南一丁目～五丁目
- 虹山交番（広島市安佐北区亀山南五丁目）
  - 広島市安佐北区のうち可部町綾ヶ谷（滑下、滑上を除く）、可部町今井田、可部町勝木、亀山一丁目～九丁目、亀山西一丁目・二丁目、亀山南一丁目～五丁目
- 三入交番（広島市安佐北区三入二丁目）
  - 広島市安佐北区のうち大林一丁目～四丁目、大林町、可部町綾ヶ谷（滑上、滑下）、可部町上町屋、可部町下町屋、可部町桐原、可部町南原、三入一丁目～七丁目、三入東一丁目・二丁目、三入南一丁目・二丁目
- 口田交番（広島市安佐北区口田一丁目）
  - 広島市安佐北区のうち落合南一丁目～五丁目、落合南町（一部）、口田一丁目～五丁目、口田町、口田南一丁目～九丁目、口田南町
- 高陽交番（広島市安佐北区亀崎一丁目）
  - 広島市安佐北区のうち落合一丁目～五丁目、落合南六丁目～九丁目、落合南町（一部）、亀崎一丁目～四丁目、倉掛一丁目～三丁目、真亀一丁目～五丁目
- 上深川交番（広島市安佐北区上深川町）
  - 広島市安佐北区のうち小河原町、上深川町、狩留家町、深川一丁目～八丁目、深川町
- あさひが丘交番（広島市安佐北区あさひが丘三丁目）
  - 広島市安佐北区のうち安佐町後山、安佐町久地、安佐町くすの木台、安佐町毛木、安佐町筒瀬、安佐町動物園、安佐町宮野、あさひが丘一丁目～九丁目
- 飯室交番（広島市安佐北区安佐町飯室）
  - 広島市安佐北区のうち安佐町飯室、安佐町小河内、安佐町鈴張
- 白木交番（広島市安佐北区白木町秋山）
  - 広島市安佐北区のうち白木町秋山、白木町有留、白木町市川、白木町井原、白木町小越、白木町古屋、白木町志路、白木町三田

## 主な未解決事件
- 1983年10月25日の早朝に広島市安佐北区小河原町の広島県道70号広島中島線で当時小学5年生の女児がジョギングに出かけたまま消息を絶った事件。現場付近の広島県道70号広島中島線の現場であるバス転回所の片隅には、2023年現在も情報提供を求める看板がある[1]。
- 2008年1月29日　-　安佐北区鈴張　国道261号における死亡ひき逃げ事件[2]